# Dorymyrmex elegans
Dorymyrmex elegans es una especie de hormiga del género Dorymyrmex, subfamilia Dolichoderinae. Fue descrita científicamente por Trager en 1988.
Se distribuye por México y los Estados Unidos. Se ha encontrado a elevaciones de hasta 67 metros. Vive en microhábitats como nidos.